# قريه الاخدام (المخادر)

تعديل مصدري - تعديل

قريه الاخدام محلة تابعة لقرية الكداكد، التابعة لعزلة بني سرحة بمديرية المخادر إحدى مديريات محافظة إب في الجمهورية اليمنية، بلغ تعداد سكانها 25 حسب تعداد اليمن لعام 2004.